# アイドル・ジェネレーション 第2次・萌えっ子大戦争!!
『アイドル♥ジェネレーション 第2次・萌えっ子大戦争!!』（‐だいにじもえっこだいせんそう）は、有限会社グラビスが開発、株式会社ウインライトが配信する携帯電話向けアプリゲームである。対応キャリアは、i-mode、Yahoo!ケータイ、EZweb。略称は『アイ♥ジェネ』（ゲームのタイトルロゴはこちらが使われている）。

## 概要
株式会社ウインライトが運営する「萌きゅあっと」「ぷるるん美少女」など、いわゆる萌えを主題として展開されている有料待受け画像、ゲームアプリなどのコンテンツに登場する少女キャラクターがクロスオーバーするゲーム作品。公式ジャンル表記は「萌えシミュレーション」だが、実質的にはゲーム進行が止まることなく状況が動き続けるリアルタイムストラテジーである。萌え属性を掲げた女子高生が争う風変わりな設定だが、近未来の東京都を舞台に少女（将軍）が男子生徒（兵士）を率いて拠点となる高校（城）を奪い合う、戦国時代などを舞台にしたものと同様の戦略級ストラテジーゲームでもある。敵味方それぞれ最大120ユニットがリアルタイムで動く戦闘や、特定条件を満たすことによって少女たちのイベントが起きたり、待受け画像や公式webサイトで使えるアバターアイテムなどがもらえる特徴がある。
プレイヤーはいずれかの生徒会の副会長となって生徒会役員に指示を出し、他の4つの生徒会と抗争を繰り広げながら全16校全てを支配下に置けば勝利となる。逆に、自勢力の生徒会長（恋、理奈、サファイア、芽衣、すずめ）が戦闘に敗北するとゲームオーバーとなる。

## ストーリー
20xx年のTOKYOでは、「萌え」が世界を支配しようとしていた。恋を会長とするヒロイン生徒会、理奈のツンデレ生徒会、サファイア姫率いるお姉さん生徒会、芽衣が会長を務めるロリっ娘生徒会、そしてすずめが指揮するめがねっ娘生徒会は、各々が掲げる「萌え属性」で全ての高校を支配し「萌王」となるべく、行動を開始した。いままさに、現代の戦国時代が幕を開けたのである。

## 登場キャラクター
※各生徒会1.が生徒会長。名前の後ろは出身作品名。読み仮名はゲーム中に表示される部分のみ表記する。

### 聖ヒロイン学園・ヒロイン生徒会
1. 恋（れん）‐おねがいナ・イ・ショにしてね
2. 蒼山 結花（ゆか）‐それゆけ生徒会っ!
3. 伊達 紫（だて ゆかり）‐戦国雀姫

### 都立ツンデレ高校・ツンデレ生徒会
1. 理奈（りな）‐おねがいナ・イ・ショにしてね
2. 瀬野 朱音（あかね）‐それゆけ生徒会っ!
3. なお‐きゅあっとカフェ

### 私立お姉さん付属高・お姉さん生徒会
1. サファイア‐ドキドキダンジョン2
2. しずく‐きゅあっとカフェ
3. キャラメリゼ‐萌えっちモンスターコレクション

### 妹館・高等部・ロリっ娘生徒会
1. 芽衣（めい）‐いもうとごっこ
2. トパーズ‐ドキドキダンジョン2
3. ひめか‐きゅあっとカフェ

### 学校法人MW高校（メガネワールドハイスクール）・めがねっ娘生徒会
1. すずめ‐つくね〜タレときどき塩手〜
2. つばめ‐つくね〜タレときどき塩手〜
3. 橙山桜 かな‐それゆけ生徒会っ!

### その他
※以下は、人材コマンドによって生徒会役員になる、いわゆる「在野」キャラクター。
1. 茜（あかね）‐「アイ♥ジェネ」オリジナルキャラクター
2. ほのか‐おねがいナ・イ・ショにしてね
3. つぐみ‐つくね〜タレときどき塩手〜
4. ユリア‐ドキドキダンジョン[3]
5. マオ‐ドキドキダンジョン3
6. 月町 琴莉（ことり）‐マジっすか!?
7. 佐野下 神楽（かぐら）‐マジっすか!?

### 特殊キャラクター
蛇田 反人（へびた）
このゲームで生徒会役員同様の指揮官として登場する唯一の男性キャラクター。中立・第3勢力または敵生徒会役員として登場し、プレイヤー勢力に属する上記の（各作品出身の）少女たちと接触するとイベントが発生、携帯電話の待受け画像としても利用可能なアルバム画像が入手できる。また、他の生徒会役員と異なり一度敗北しても再び上記条件のいずれかの高校に出現する。『おねがいナイショにしてね』や『体感魔法少女 マジっすか!?Duo』にも脇役キャラクター「蛇田」としても登場する。

## ゲームシステム

### 生徒会役員
生徒会役員は、「武力」「知力」「魅力」の3つの能力値と、後述する2つの意味で機能する「やる気」の数値を持つ。武力は戦闘時の攻撃力に、知力及び魅力は後述する内政コマンドにそれぞれ影響する。これらの能力値自体は変動しないが、最大3個装備できる「ノーマルアイテム」によって底上げすることが出来る。やる気はフィールド画面時にはコマンド実行の際に消費される行動力ポイント的な意味を持つ一方、戦闘時にはそれが0になると役員が撤退してしまうヒットポイント的な意味をも持つ。生徒会役員はこれらの数値の他に、上述の生徒会に準じた5つの「萌え属性」いずれかを必ず持っており、それによって下記の様に得意・不得意が決まる。各生徒会の初期メンバー3名は所属勢力に応じた萌え属性を持つが、人材コマンドによって異なる萌え属性の役員を加えることができる。コマンドの実行には1つにつき1人の生徒会役員を要するので、同時に実行できるコマンド数は役員総数が上限となる。また、生徒会役員としては登場人物節で挙げた22名以外に、それらより能力が低く顔が描かれない女子生徒も登場する。
- ヒロイン属性‐全てのコマンドに得意・不得意無し。
- ツンデレ属性‐アイテム、研究が得意、人材、募集が苦手。
- 姉属性‐人材が得意、他は不得手。
- ロリ属性‐募集、人材が得意、アイテム、研究が苦手。
- めがね属性‐研究が得意、他は苦手。

### 高校
このゲームで勢力の拠点となる高校は、東京都に実在する16の地点に建てられている。各々1〜5の萌えレベルを持ち、生徒会支配下の高校はその勢力の色、いずれにも属さない高校は灰色の旗を掲げている。各勢力の本拠地は秋葉原（聖ヒロイン学園）、池袋（都立ツンデレ高校）、国際展示場（私立お姉さん付属高）、吉祥寺（妹館・高等部）、田園調布（学校法人MW高校）と環の様に配され、他に中立または第3勢力として上野、汐留、渋谷、下北沢、新宿、神保町、巣鴨、豊洲、永田町、有楽町、代々木の11か所に高校がある。各高校は研究コマンドによって萌えレベルが最大の5に達すると外観が東京ビッグサイトを模した姿になるが、国際展示場にある私立お姉さん付属高の本拠地高校は最初から萌えレベル5である。

### 内政
基本画面となるフィールド画面では、16の高校とそれを結ぶ経路が地図に表示され、会長を含む生徒会役員に指示を与えて勢力の戦力を拡充する。各コマンドは実行させる役員の能力に依り、新たな生徒会役員となる女子生徒を探す「人材」コマンドや戦闘時に兵士として戦う男子生徒を募る「募集」コマンドでは実行役員の「魅力」が、高校の「萌えレベル」を向上させる「研究」コマンドや役員に装備させるアイテムを探す「アイテム」コマンドでは実行役員の「知力」が、それぞれ影響する。人材コマンドや募集コマンド及びアイテムコマンドはその他に、実行する高校の萌えレベルが高いほど効率が上がる。各コマンドは実行にゲーム内時間で24時間を要し、実行中の生徒会役員は他のコマンドを受け付けない。なお、フィールド画面中も常に時間が経過するリアルタイム制である。

### 戦闘
各勢力は「出撃」コマンドにより支配下の高校と経路で結ばれた隣接高校へ攻め込むことができる。戦闘に参加できるのは最大3名の生徒会役員で、各々40名までの男子生徒を率いることができる。出撃した部隊は時間経過に伴って経路上を移動し、目的の高校へ達すると戦闘画面へ切り替わる。戦闘画面は高校周辺の市街地などが3Dハーフトップビュー（斜め見下ろし視点）で表現され、役員を追跡表示する「フォーカスモード」と画面内で視点を自由に移動できる「フリーモード」の2種のカメラ（視点）モードがある。役員はフォーカスモード時にミニマップを呼び出し目標地点と最終的な向きを指示すると移動を始め、敵役員に接近すると自動的に攻撃を開始する。この際、男子生徒は役員に追従して移動、戦闘を行う。役員の武力が高いほど攻撃力が高く、魅力が高いほど率いている男子生徒の能力が高まる。「必殺技アイテム」を持つ役員は、戦闘中にハート型の指標が蓄積し点滅を始めると、攻撃や回復などアイテムに応じた「必殺技」を放つことができる。攻守いずれかの役員が全てやる気を失って撤退すると戦闘終了だが、防御側に出撃可能な役員が残っていれば攻撃側の残存部隊との間で連戦が発生する。

## 関連作品

### 「アイ♥ジェネ」参加作品
※待受け画像シリーズ名とアプリゲーム等の表記が異なる場合は全て待受け画像シリーズ名で表記する。
- いもうとごっこ（あやせまい）‐企画モノ待受け画像
- おねがいナ・イ・ショにしてね（柚月りんこ）‐学園モノ待受け画像、アプリゲーム（アドベンチャーゲーム）
- きゅあっとカフェ（すぎやま現象）‐メイドモノ待受け画像、キャラクターブログ、アプリゲーム（お絵かきロジック[4]）
- 戦国雀姫（伊達紫担当；四条定史[5]）‐ファンタジーモノ待受け画像、アプリゲーム（麻雀）
- それゆけ生徒会っ!（なぐも。）‐学園モノ待受け画像
- マジっすか!?（柚月りんこ）‐学園モノ待受け画像、アプリゲーム（アドベンチャーゲーム）
- つくね〜タレときどき塩手〜（かとうかかし）‐学園モノ待受け画像
- ドキドキダンジョン（柚月りんこ）‐ファンタジーモノ待受け画像、アプリゲーム（アクションRPG）
- 萌えっちモンスターコレクション（あやせまい[6]）‐ファンタジーモノ待受け画像

### それ以外の関連作品
- ハーレム×デュエル‐各コンテンツの少女キャラクター待受け画像をカードとして使うオンライントレーディングカードゲーム。

### 開発・配信元
- グラビス+モバイルゲームズ‐有限会社グラビスMobile公式webサイト
- キャラふる★きゅあっと‐株式会社ウインライトによる携帯電話コンテンツ案内サイト

### キャラクターデザイン
- Jelly^2Fish‐あやせまい公式webサイト
- 怪楽集団HP‐かとうかかし公式webサイト
- しーくれっともーど - ウェイバックマシン（2019年1月1日アーカイブ分）‐玄ペンギン公式webサイト
- 4LDK‐四条定史公式webサイト
- G-factory Club‐すぎやま現象公式webサイト
- なぐもカレー部‐なぐも。公式webサイト
- Engelhaft Teufel‐柚月りんこ公式webサイト